# 加勒特 (密蘇里州)
加勒特（英語：Garrett）是位於美國密蘇里州卡勒韋縣的鬼鎮。

## 歷史
加勒特的郵局於1898年設立，其後於1905年停運。

## 地理
加勒特所處的海拔為高於海平面262米（即860英呎），而該地所採用的時區為UTC-6，即北美中部時區（CST）。同時該地設有夏令時間，為UTC-6調快一小時，即UTC-5（CDT）。